# Álex Díaz (ciclista)
Álex Díaz Álvarez (Villarreal de Urrechua, Guipúzcoa, 28 de julio de 2001) es un ciclista español profesional desde 2025.

## Trayectoria
Destacó como amateur en la misma temporada 2024, logró 6 victorias y más de 20 top-10 en el último año de la categoría amateur, además logró dos victorias en vueltas, como Vuelta a Navarra y la Vuelta a Ávila. Estos resultados le llevaron al profesionalismo de la mano del conjunto UCI ProTeam Caja Rural-Seguros RGA a partir de 2025, aunque en los últimos meses del año ya había competido en alguna prueba como stagiaire.